# فرودگاه شهری کولم
فرودگاه شهری کولم (به انگلیسی: Kulm Municipal Airport) یک فرودگاه همگانی است که یک باند فرود چمن دارد و طول باند آن ۸۵۳ متر است. این فرودگاه در کشور ایالات متحده آمریکا قرار دارد و در ارتفاع ۵۹۷ متری از سطح دریا واقع شده است.